# Stazione di Locarno
La stazione di Locarno è una stazione ferroviaria posta sulla linea Bellinzona–Locarno, a servizio dell'omonima città e del comune di Muralto sul territorio del quale si trova.

## Storia
La stazione fu inaugurata nel 1874, all'apertura della linea Bellinzona–Locarno.

## Interscambi
- Stazione ferroviaria (Locarno (FART))